# Ель (сказка)
«Ель» (дат. Grantræet) — литературная сказка датского писателя Ханса Кристиана Андерсена. В ней рассказывается о ёлке, которая так сильно хотела вырасти и добиться чего-то выдающегося, что не могла радоваться жизни. Она не воспринимала счастливые моменты действительности и всё время о чём-то сожалела, что связывают с биографическими мотивами автора. «Ель» впервые была издана К. А. Райтцелем 21 декабря 1844 года в Копенгагене вместе со сказкой «Снежная королева». Она была включена автором в сборник «Новые сказки» (1844—1848), менее связанный с фольклорными сюжетами, чем предыдущие работы Андерсена. В своих произведениях её сюжетом воспользовались русские писатели Николай Вагнер («Берёза») и Всеволод Гаршин («Attalea princeps»).

## Сюжет
В лесу росла маленькая ёлка. Она очень хотела вырасти и стеснялась того, что через неё может перепрыгнуть заяц, потому что это ещё больше подчёркивало её маленькую высоту. Аист рассказывал ей, что видел, как из высоких деревьев делают мачты для кораблей, плывущие по морям, и это вызывает у неё зависть. Солнечные лучи и воздух говорили ей, что нужно быть счастливой, радоваться жизни, молодости, но она не могла этого понять. Под новый год соседние ёлки срубали, и воробьи рассказывали ей, что видели, как деревья украшают и выставляют в домах.
Через несколько лет ёлка выросла. Однажды её тоже срубили, чтобы украсить ею рождественский праздник. Ей было больно и она не хотела расставаться с лесом. Её купили слуги из богатого дома, где поставили в зале на Сочельник. Она стояла украшенная свечами, крашеными яблоками, игрушками и корзинами с конфетами, а её верхушку венчала звезда, усыпанная золотистыми блёстками. Зашли дети и сорвали с неё все конфеты и подарки, а затем стали слушать сказку. Это был самый счастливый вечер в жизни ёлки.
На следующий день ёлка ожидает, что празднование продолжится, но слуги относят её на чердак. Она чувствует себя одиноко и разочарованно, но к ней присоединяются мыши, чтобы послушать, как она будет рассказывать сказку. Она возвращается к своей счастливой жизни в лесу, вспоминает праздник, когда была в центре внимания. Также на чердак приходят крысы, и когда они выражают своё недовольство простой сказкой, мыши уходят разочарованные и уже больше не возвращаются. Ёлка с сожалением вспоминает те времена, когда её сказку с благодарностью слушали мыши, и мечтает, чтобы её поскорее вынесли на свет, так как думает, что это станет началом новой жизни. Весной ёлку, уже увядшую и потерявшую свои прежние краски, грубо выволакивают во двор. Мальчик забирает себе звезду с её верхушки. Она опять мысленно возвращается к приятным моментам жизни в лесу, на празднике, чердаке. Затем ёлку разрубают на дрова и сжигают, чтобы приготовить пиво, а она в это время сожалеет о прошлом.

## История создания и публикации
Считается, что сказка написана 4 декабря 1844 года. Известно, что 20 января 1845 года Андерсен говорил, что придумал историю, находясь вечером в копенгагенском Королевском театре, когда там шла опера «Дон Жуан». Однако эти сведения опровергаются датскими исследователями на том основании, что эта опера в тот театральный сезон не ставилась. «Ель» была опубликована К. А. Рейтцелем, вместе со сказкой «Снежная королева», 21 декабря 1844 года. Она была отнесена автором к сборнику «Новые сказки» («Nya Eventyr»; 1844—1848), во многом отличающемуся от предыдущего — «Сказки, рассказанные детям» (1835—1842). Так, в 1840-е годы писатель стал отходить от фольклорных основ своих сказок, и в новом сборнике их заметно меньше, чем в предыдущем. В них также увеличился социальный подтекст, стали чаще звучать пессимистические нотки.
В декабре 1845 года Андерсен читал «Ель» и «Гадкого утёнка» принцессе Прусской, а затем знакомил со своей сказкой слушателей на рождественской вечеринке графа Бисмарка-Болена. Согласно дневнику писателя, на вечеринке присутствовал немецкий фольклорист Вильгельм Гримм, которому сказка понравилась.

## Характеристика
Датский беллетрист, драматург и либеральный журналист Мейр Арон Гольдшмидт, часто сурово отзывавшийся о сочинениях Андерсена, оценил литературную эволюцию писателя, произошедшую после опубликования сборника «Новые сказки». По этому поводу он писал в 1849 году: «Он находит поэзию там, где другие едва осмеливаются искать её, в предметах, которые считают некрасивыми, в погребе, где ель лежит в обществе крыс и мышей, в мусорном ведре, куда служанка выбросила пару старых воротничков, и т. д.» В своих произведениях сюжетом «Ели» воспользовались русские писатели Николай Вагнер («Берёза» см. «Сказки Кота-Мурлыки») и Всеволод Гаршин («Attalea princeps»). В отношении переложения Вагнера в литературе указывается, что его связывает с «Елью» Андерсена «философская мысль о том, что ничего не проходит бесследно и со смертью не приходит конец, что смысл жизни в служении добру». Их заглавные персонажи-деревья погибли и попали в печь, но доставили этим удовольствие людям.
По мнению британского искусствоведа и биографа Андерсена Джекки Вульшлагер, «Ель» является одной из первых пессимистических сказок писателя. Она предположила, что в ней представлен определённый психологический тип (например, авторский), который не может быть счастлив в данный момент. Такой характер жаждет лучшего прямо сейчас, колеблется от надежды к несчастью. Андерсен и раньше писал сказки с печальным концом (например, «Русалочка» и «Стойкий оловянный солдатик»), но «Ель» отмечена мотивами «глубоко укоренившегося пессимизма, предполагающего не только беспощадность судьбы, но бессмысленность самой жизни, что только мгновение имеет значение».

## В культуре
В 1980 году был выпущен короткометражный канадский фильм Мартина Хантера «Ёлка» (The Fir-Tree). В 1984 году по сюжету сказки режиссёром Анатолием Солиным был создан одноимённый советский мультфильм. По словам авторов, их привлекла сказка Андерсена о «скоротечности нашей земной жизни»: «Очень простыми и ясными словами, понятными и взрослым и детям, он говорит о сложных философских проблемах, о подлинных и мнимых человеческих ценностях, о значении каждого наступающего дня. Читая сказку, понимаешь, как наши мечты и устремлённость в будущее лишают нас простых радостей жизни, а когда начинаешь их ценить, то становится уже поздно, — жизнь прошла мимо и остались лишь воспоминания». Авторы хотели сохранить трагический финал истории Андерсена, который произвёл на них большое впечатление, но на студии «Экран» посчитали, что он будет слишком тяжёл для детей и от сцены сжигания ёлки пришлось отказаться.

### Комментарии
1. ↑  На русском языке встречается ещё несколько переводов названия: «Ёлка», «Ёлочка», «Сказка о ёлке»[1].
2. ↑  Сборник состоит из двух томов: из них первый состоит из трёх выпусков (ноябрь 1843, декабрь 1844 и апрель 1845 годов), а второй — из двух выпусков (апрель 1847 и март 1848 годов)[4].